# Toben Sutherland
Toben Sutherland (* 25. Dezember 1975 in Orillia, Ontario) ist ein ehemaliger kanadischer Freestyle-Skier. Er startete in allen Disziplinen und hatte seine Stärken in der Kombination und der nicht mehr ausgetragenen Disziplin Ballett (Acro). In der Kombination gewann er 1997 Silber bei den Weltmeisterschaften sowie die Disziplinenwertung und drei Wettkämpfe im Weltcup.

## Biografie
Toben Sutherland bestritt im Dezember 1994 erste Wettkämpfe im Nor-Am Cup und gewann in Snowbird gleich seine erste Kombination. Am 6. Januar 1995 gab er im Ballett in Blackcomb sein Debüt im Freestyle-Skiing-Weltcup, in Lake Placid wurde er erstmals Zehnter. Nach ersten Weltcup-Starts im Aerials (Springen) nahm er an den Weltmeisterschaften in La Clusaz teil und belegte Ballett-Rang 23.
Im folgenden Winter bestritt er vereinzelt auch Rennen auf der Buckelpiste, schaffte aber disziplinenübergreifend lediglich ein Spitzenresultat (Platz fünf im Ballett von Meiringen-Hasliberg). Der Durchbruch gelang ihm im Januar 1997 mit seinen ersten beiden Weltcupsiegen in den Kombinationen von Lake Placid und Breckenridge. Bei den Weltmeisterschaften in Iizuna Kōgen gewann er hinter dem Teamkollegen Darcy Downs die Silbermedaille in der Kombination. Mit einem weiteren Kombinationssieg am Hundfjället entschied er die letztmals ausgetragene Weltcup-Disziplinenwertung für sich. Nachdem er 1998 noch einige Top-10-Ergebnisse im Ballett erreicht hatte, wurde er in dieser Disziplin bei den Weltmeisterschaften ein Jahr später in Meiringen-Hasliberg Zehnter.
Danach widmete sich Sutherland den modernen Disziplinen Slopestyle und Big Air. Er nahm an der DV8 Quarterpipe Tour in Kanada teil und war der erste Athlet, der in der Quarterpipe einen doppelten Salto (Double flip) zeigte. 2001 belegte er im Big Air bei den X-Games am Mount Snow Rang zwölf. Nachdem er von 2008 bis 2011 das Park & Pipe Team seiner Heimatprovinz Ontario trainiert hatte, wurde Toben Sutherland Cheftrainer für die Disziplin Slopestyle in der kanadischen Freestyle-Nationalmannschaft. In dieser Funktion betreute er etwa 2014 die erste Slopestyle-Olympiasiegerin Dara Howell. 2018 übernahm er auch den Posten als Trainer der kanadischen Big-Air-Athleten.
Toben Sutherland ist Vater von zwei Söhnen und einer Tochter.

## Erfolge

### Weltmeisterschaften
- La Clusaz 1995: 23. Ballett
- Nagano 1997: 2. Kombination, 13. Ballett
- Meiringen-Hasliberg 1999: 10. Ballett

### Weltcupwertungen
| Saison  | Gesamt | Gesamt | Ballett | Ballett | Kombination | Kombination |
| Saison  | Platz  | Punkte | Platz   | Punkte  | Platz       | Punkte      |
| ------- | ------ | ------ | ------- | ------- | ----------- | ----------- |
| 1995/96 | 43.    | 52     | 15.     | 364     | –           | –           |
| 1996/97 | 35.    | 57     | 12.     | 396     | 1.          | 392         |
| 1997/98 | 19.    | 76     | 8.      | 304     | –           | –           |

### Weltcupsiege
Sutherland errang im Weltcup 4 Podestplätze, davon 3 Siege:
| Datum           | Ort          | Land     | Disziplin   |
| --------------- | ------------ | -------- | ----------- |
| 13. Januar 1997 | Lake Placid  | USA      | Kombination |
| 25. Januar 1997 | Breckenridge | USA      | Kombination |
| 14. März 1997   | Hundfjället  | Schweden | Kombination |

### Nor-Am Cup
- Saison 1994/95: 4. Kombinationswertung
- 1 Sieg:

| Datum             | Ort      | Land | Disziplin   |
| ----------------- | -------- | ---- | ----------- |
| 17. Dezember 1994 | Snowbird | USA  | Kombination |